# Epacanthion brevispiculosum
Epacanthion brevispiculosum är en rundmaskart som beskrevs av Mawson 1958. Epacanthion brevispiculosum ingår i släktet Epacanthion och familjen Enoplidae. Inga underarter finns listade i Catalogue of Life.